# Зальцбурзький фестиваль
Зальцбурзький фестиваль (нім. Salzburger Festspiele) — щорічний літній музичний фестиваль в Зальцбурзі (Австрія), у програму якого входять нарівні з концертами також оперні вистави. 

## Історія
Започаткований у 1877, регулярно проходить з 1920 року. Для розвитку фестивалю багато зробили письменник Гуго фон Гофмансталь, композитор Ріхард Штраус, режисер Макс Рейнгардт, декоратор Альфред Роллер, директор Віденської опери Франц Шальк, письменниця і журналістка Берта Цукеркандль-Шепс та інші. Спочатку в програму фестивалю входили камерні й симфонічні концерти, в 1922 році були поставлені чотири опери В. А. Моцарта. Спочатку в репертуарі були твору переважно австро-німецьких композиторів, у наступні роки в програму були включені твори інших авторів, здійснені багато світових прем'єрів. 
У фестивалі брали участь видатні диригенти XX століття: Артуро Тосканіні, Бруно Вальтер, Вільгельм Фуртвенглер, Герберт фон Караян та інші. З 1967 року в Зальцбурзі також проводяться великодні фестивалі, організовані Караяном. Спектаклі й концерти проходять у Великому фестивальному палаці та на інших майданчиках.
Серед постановок фестивалю останніх років — такі опери як «Жінка без тіні» Р. Штрауса (1992), «Пригоди гульвіса» Стравінського (1994), «Великий мрець» Лігеті (1997).